# 懷恩專車
懷恩專車是指台北市殯葬管理處開設的專車，便於市民前往治喪。

## 車程
於台北市第二殯儀館下車者，不須費用。全程約40分鐘。

## 利用
事實上，其行程途經台灣大學、台北科技大學，頗受大學生青睞，連帶附近的上班族也會搭乘。造成排擠效果。

## 路線
- S31 捷運公館站-第二殯儀館[3]
- S32 捷運六張犁站-第二殯儀館[4]
- S33 捷運忠孝復興站-第二殯儀館[5]
- S34 捷運古亭站-第二殯儀館
- S35 芳蘭路-第二殯儀館